# Campionati europei di short track 2015
I Campionati europei di short track 2015 sono stati la 19ª edizione della competizione organizzata dall'International Skating Union. Si sono svolti dal 23 al 25 gennaio 2015 a Dordrecht, nei Paesi Bassi.

## Nazioni partecipanti
- Austria
- Belgio
- Bielorussia
- Bosnia ed Erzegovina
- Bulgaria
- Croazia
- Rep. Ceca
- Danimarca
- Francia
- Germania
- Gran Bretagna
- Ungheria
- Israele
- Italia
- Lituania
- Lettonia
- Lussemburgo
- Paesi Bassi
- Norvegia
- Polonia
- Russia
- Serbia
- Slovacchia
- Spagna
- Svezia
- Svizzera
- Turchia
- Ucraina

## Podi

### Donne
| Evento               | Oro | Tempo    | Argento                                                                         | Tempo    | Bronzo                                                                | Tempo    |
| 500 metri            | Elise Christie                                                                                         | 43.295   | Sof'ja Prosvirnova                                                              | 43.381   | Patrycja Maliszewska                                                  | 43.571   |
| 1000 metri           | Sof'ja Prosvirnova                                                                                     | 1:35.39  | Arianna Fontana                                                                 | 1:35.536 | Agnė Sereikaitė                                                       | 1:35.758 |
| 1500 metri           | Elise Christie                                                                                         | 2:42.939 | Sof'ja Prosvirnova                                                              | 2:43.097 | Véronique Pierron                                                     | 2:43.207 |
| 3000 metri           | Patrycja Maliszewska                                                                                   | 5:23.622 | Elise Christie                                                                  | 5:25.949 | Véronique Pierron                                                     | 5:27.041 |
| Sraffetta 3000 metri | Russia Ekaterina Konstantinova Ėmina Malagič Sof'ja Prosvirnova Ekaterina Strelkova Evgenija Zacharova | 4:18.084 | Paesi Bassi Yara van Kerkhof Lara van Ruijven Suzanne Schulting Rianne de Vries | 4:18.174 | Ungheria Sára Bácskai Bernadett Heidum Petra Jászapáti Szandra Lajtos | 4:18.658 |
| Classifica Generale  | Elise Christie                                                                                         | 89 pts.  | Sof'ja Prosvirnova                                                              | 79 pts.  | Patrycja Maliszewska                                                  | 52 pts.  |

### Uomini
| Evento               | Oro                                                                  | Tempo    | Argento                                                           | Tempo    | Bronzo                                                                     | Tempo    |
| 500 metri            | Viktor An                                                            | 41.780   | Sjinkie Knegt                                                     | 41.834   | Semën Elistratov                                                           | 41.935   |
| 1000 metri           | Sjinkie Knegt                                                        | 1:27.775 | Freek van der Wart                                                | 1:27.936 | Semën Elistratov                                                           | 1:28.245 |
| 1500 metri           | Sjinkie Knegt                                                        | 2:20.320 | Semën Elistratov                                                  | 2:20.351 | Daan Breeuwsma                                                             | 2:20.580 |
| 3000 metri           | Vladislav Bykanov                                                    | 4:54.151 | Viktor An                                                         | 5:08.812 | Semën Elistratov                                                           | 5:08.886 |
| Staffetta 5000 metri | Russia Viktor An Vladimir Grigor'ev Semën Elistratov Dmitri Migoenov | 7:04.153 | Ungheria Csaba Burján Viktor Knoch Shaolin Sándor Liu Shaoang Liu | 7:04.492 | Paesi Bassi Daan Breeuwsma Sjinkie Knegt Itzhak de Laat Freek van der Wart | 7:04.850 |
| Classifica Generale  | Sjinkie Knegt                                                        | 97 pts.  | Viktor An                                                         | 71 pts.  | Semën Elistratov                                                           | 60 pts.  |

## Medagliere
| Pos. | Paese         | Oro | Argento | Bronzo | Totale |
| ---- | ------------- | --- | ------- | ------ | ------ |
| 1    | Russia        | 4   | 6       | 4      | 14     |
| 2    | Paesi Bassi   | 3   | 3       | 2      | 8      |
| 3    | Gran Bretagna | 3   | 1       | 0      | 4      |
| 4    | Polonia       | 1   | 0       | 2      | 3      |
| 5    | Israele       | 1   | 0       | 0      | 1      |
| 6    | Ungheria      | 0   | 1       | 1      | 2      |
| 7    | Italia        | 0   | 1       | 0      | 1      |
| 8    | Francia       | 0   | 0       | 2      | 2      |
| 9    | Lituania      | 0   | 0       | 1      | 1      |
|      | Totale        | 12  | 12      | 12     | 36     |